# 赤松勇二
赤松勇二（あかまつ ゆうじ、1920年-2004年1月9日 ）（旧姓山口）は宮崎県出身の大日本帝国海軍軍人、海軍中尉。偵練40期。
1941年12月8日の真珠湾攻撃では雷撃隊に所属し、空母加賀から艦上攻撃機で飛び立ち攻撃に参加した。その後ミッドウェー海戦では沈没する加賀より海に飛び込み生還。沖縄での航空戦に参加し、鹿児島県の串良基地で終戦を迎えた。
終戦後はかまぼこ工場を経営し、1991年にハワイで行われた日米退役軍人慰霊祭で真珠湾攻撃時に戦艦ウェストバージニアに乗艦していたリチャード・フィスクに出会い佐伯市とハワイの交流が始まった。その後佐伯市がホノルルに友情都市の申し入れを行い調印がなされた。
2004年1月9日、肺炎のため佐伯市内の病院で亡くなった。
真珠湾攻撃の前に雨の日以外毎日訓練が行われ、標的であるペンシルベニア、オクラホマが描かれた大きなカードを見せられたという。